# Ostrówek-Kołacze
Ostrówek–Kołacze – opuszczona kolonia na terenie dzisiejszej gminy Hańsk. Leżała między Żdżarką a Kołaczami.

## Historia[1]
Ostrówek powstał w latach 20. XX wieku, na terenie Lasów Sobiborskich. Był zasiedlany przez osadników polskich, którzy przyjeżdżali z różnych części kraju. Przyczyną opuszczenia Ostrówka-Kołaczy były mało urodzajne gleby, więc mieszkańcy tej wsi przenieśli się do wysiedlonej już Starzyzny, położonej nieopodal, a także do innych okolicznych wsi. Ostrówek stał się opuszczony, a w miejscach po dawnym lesie, posadzono drugi.